# Patricia Phoenix
Patricia "Pat" Phoenix, född 26 november 1923 i Manchester, död 18 september 1986 i Stockport i Greater Manchester, var en brittisk skådespelare och fotomodell, känd som en av Storbritanniens första sexsymboler på TV.
Hon fick några roller på filmduken under sin karriär men är mest förknippad med den intriganta damen Elsie Tanner i den brittiska såpoperan "Coronation Street", en roll hon gjorde 1960-1973 och 1976-1984. Patricia Phoenix var också gift många gånger under sitt liv och hade ett stormigt privatliv. Hon avled 1986 i lungcancer.